# Улица Коммунаров (Воронеж)
Улица Коммунаров — улица в исторической части Воронежа. Проходит от Проспекта Революции к Набережной Массалитинова. Протяжённость улицы около 860 м.

## История
Проложена в соответствии с градостроительным планом 1774 года, улица круто спускалась к реке Воронеж. Историческое название — Большая Смоленская улица — было дано по близ расположенному Смоленскому (Покровскому) Девичьему монастырю. Однако со временем монастырь перестал называться Смоленским, что повлекло изменение названия улицы.
Верхний участок (до нынешней улицы Сакко и Ванцетти) назывался Жандармской горой, по расположенным по сторонам улицы жандармскому управлению, жандармским казармам и жандармским конюшням; нижний, выходивший к реке Воронеж, участок — Мокрой улицей (здесь выходили на поверхность грунтовые воды).
Современное название дано в память французских революционеров — коммунаров — дано объединённой улице после установления советской власти.
Жандармское губернское управление было создано в 1867 году, жандармские казармы располагались на месте нынешнего д. 5 по Проспекту Революции
В 1915 году на холмистой части улицы было построено здание Приходских училищ, предположительно, автором проекта выступил главный архитектор городской управы М. Н. Замятнин. Средние учебные заведения продолжили работать в этом здании и после установления советской власти. Во время боев за город в годы Великой Отечественной войны здание сильно пострадало. После ремонта в конце 1940-х годов здание заняло педагогическое училище, часть помещений было обустроено под жилые квартиры. В 1956 году здесь начал работу вечерний машиностроительный институт, а в 1959 году сначала только в двух классах (1 и 7 зал), а постепенно и во всём здании обосновалось вновь открытое Воронежское хореографическое училище. В этом училище с 1961 года до конца жизни преподавателем, а в 1977-1979 годах художественным руководителем была народная артистка России Набиля Галиевна Валитова (1928-2006)..

## Достопримечательности

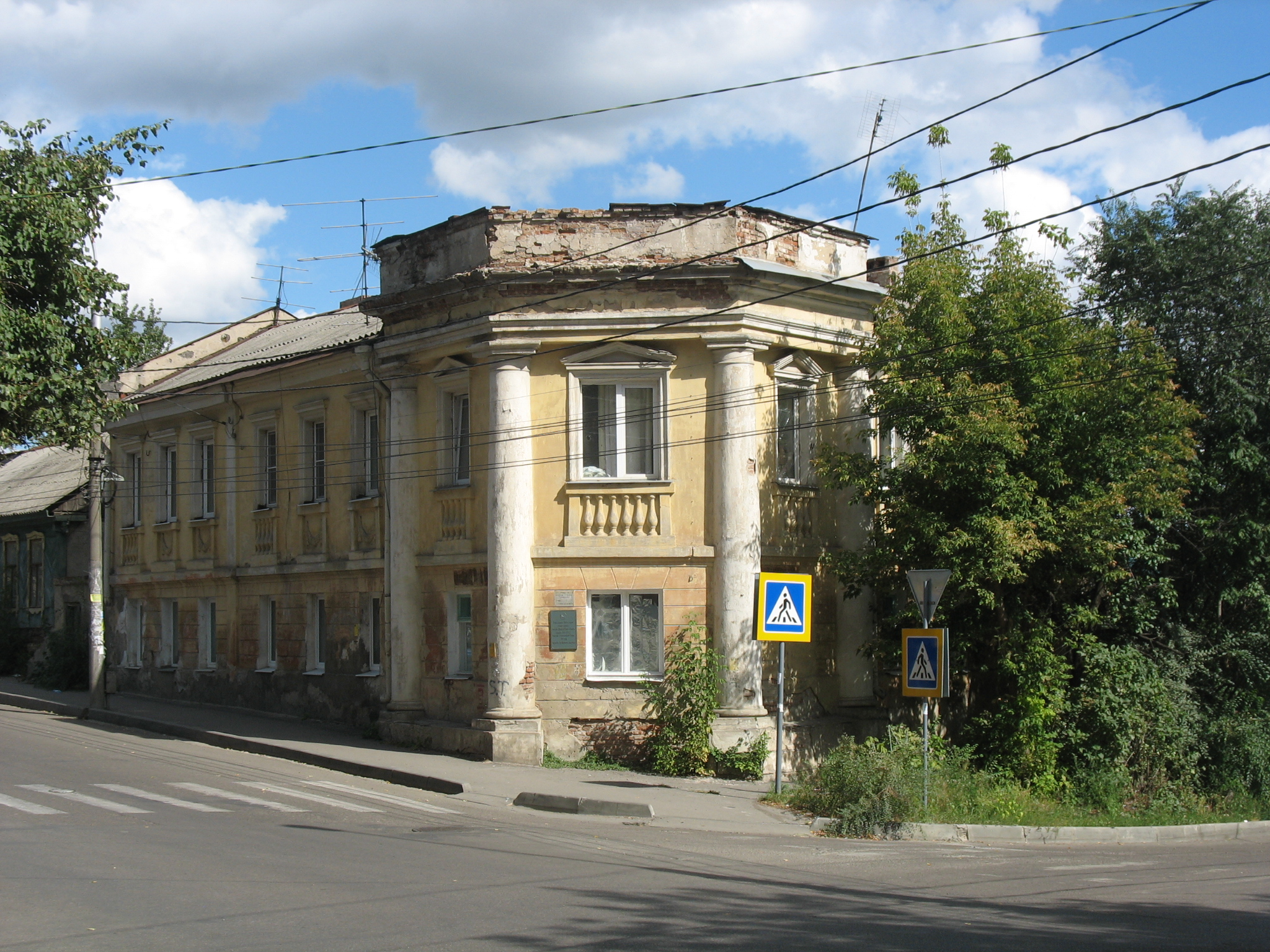
Дом Мягкова

д. 36 — Воронежское хореографическое училище (мемориальная доска Н. Валитовой)
д. 41 — Здание аптечного склада военного ведомства
д. 43 — мурал Бунина
д. 44 — Дом И. С. Мягкова (Трушевского)
д. 60 — Дом Фёдорова